# 유태준
유태준(1975년 1월 22일 ~ )은 전 KBO 리그 야구 선수의 내야수이다.

## 학력
- 1990년 ~ 1993년 : 서울고등학교